# سيكلوب
سيكلوب هو جنس من القواقع البحرية، الرخويات المعدية البحرية في عائلة ناسيديا، أو قواقع الطين نسا أو ويلك الكلب.
وقد أصبح هذا الجنس مرادفا لتريشيا ريسو، 1826.

## الأنواع
الأنواع التي تم جلبها إلى المرادفات:
- سيكلوبس دونوفانيا ريسو 1826: مرادف لتريتيا بيلوسيدا ريسو، 1826
- سيكلوبس دونوفاني بوكوي، داوتزنبرغ - دولفوس، 1882: مرادف لتريتيا بيلوسيدا ريسو، 1826
- سيكلوبس دونوفانيا: مرادف سيكلوب بيلوسيدا ريسو، 1826: مرادف لتريتيا بيلوسيدا ريسو، 1826
- سكلوب نيريتيا (لنّيوس 1758):[2] مرادفة من تريتيا نيريتيا (لنّيوس، 1758)
- سيكلوبس نيريتويا ريسو 1826: مرادفة منتريتيا نيريتيا (لنّيوس، 1758)
- سيكلوب بيلوسدا ريسو 1826:  مرادف لتريتيا بيلوسيدا (ريسو، 1826) [3]
- سكلوب ترينتينا برزن 1970: مرادفة من تريتيا نرتيا (لنّيوس، 1758)
- سيكلوبس فيسترلوندي بروسينا 1900: مرادف لتريتيا نيريتيا (لينوس، 1758)

## التسميات
تم وضعه على القائمة الرسمية للأسماء العامة في علم الحيوان تم حكم جنسها النحوي على أنه أنثوي، تم التعامل مع الاسم بشكل غير متسق على أنه أنثوي في مجموعة جيم - نيريتوديا والمذكر في مجموعة جيم - بيليدوس بواسطة ريسو (1826).